# Melitzanosalata
La melitzanosalata (in greco μελιτζανοσαλάτα?) è un piatto tipico della cucina greca e cipriota. Fa parte dei meze, antipasti diffusi in tutta l'area orientale del Mediterraneo, spesso serviti su piattini.

## Preparazione
Il metodo di preparazione è simile a quello del baba ganush turco.
La melitzanosalata si prepara cuocendo le melanzane al forno o alla brace, togliendogli la buccia e tritando la polpa con aglio, olio d'oliva, succo di limone, sale, pepe e prezzemolo. Esistono alcune varianti della ricetta dove si aggiunge il pomodoro e la menta, o altre in cui si mescola il trito con yogurt greco o feta a cubetti.
Sul Monte Athos si usa aggiungere i peperoni.

## Consumo
Normalmente la melitzanosalata si mangia spalmata su una fetta di pane o su una pita.

## Varianti

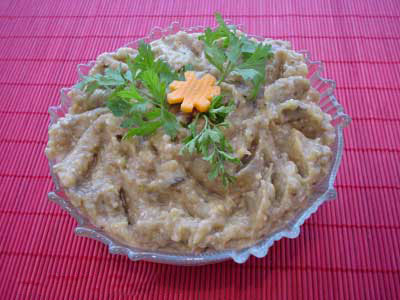
Malidzano

### Malidzano
Il Malidzano è un piatto tipico macedone, che consiste in una purea di melanzane, formaggio sirene (un formaggio molto simile alla feta tipico della Bulgaria e della Macedonia del Nord), noci e spezie. Viene servito come antipasto su fette di pane.